# Jorge Tufic
Jorge Tufic Alaúzo (Sena Madureira, 13 de agosto de 1930 - São Paulo, 14 de fevereiro de 2018) foi um poeta e jornalista brasileiro.

## Biografia
Proveniente dalguma tradicional família de comerciantes libaneses, Tufic iniciou sua educação em sua cidade de origem, transferindo-se posteriormente para Manaus, onde concluiu os estudos. Em 1976, foi agraciado com o diploma "O poeta do ano", prêmio concedido pelo Sindicato dos Jornalistas Profissionais do Amazonas, em reconhecimento à sua vasta e intensa atividade literária. Tem seu nome inserido em várias antologias, entre as quais destacam-se "A Nova Poesia Brasileira", organizada em Portugal por Alberto da Costa e Silva, e "A novíssima Poesia Brasileira", que Walmir Ayala lançou na Livraria São José, no Rio de Janeiro, em 1965. É sócio-fundador da Academia Internacional Pré-Andina de Letras, com sede em Tabatinga, no estado do Amazonas. Fez várias conferências literárias e é membro efetivo de algumas entidades culturais, tais como: Clube da Madrugada, Academia Amazonense de Letras, União Brasileira de Escritores (Seção do Amazonas) e Conselho Estadual de Cultura. Pertenceu à equipe da página artística do Clube da Madrugada, "O Jornal" e do "Jornal da Cultura", da Fundação Cultura do Amazonas. Colabora em vários órgãos de imprensa, com especialidade no Suplemento Literário de Minas Gerais. Jorge Tufic é o autor da letra do Hino do Amazonas, contemplado que foi com o primeiro lugar em concurso nacional promovido pelo governador José Lindoso em 1980.
Faleceu em São Paulo em 14 de fevereiro de 2018, vítima de câncer de pulmão. 